# 1867 en Italie
Chronologie de l'Italie
- 1863
- 1864
- 1865
- 1866
- 1867
- 1868
- 1869
- 1870
- 1871

Chronologie de l'Europe

## Événements
- 10 et 17 mars : élections législatives[1].
- 22 mars : ouverture de la Xe législature du royaume d'Italie[1].

- 10 avril : Rattazzi devient président du Conseil et encourage Garibaldi à monter une nouvelle expédition pour prendre Rome[2].

- 13 octobre : victoire des volontaires garibaldiens à la bataille de Montelibretti[3].
- 19 octobre : la France envoie un ultimatum par télégramme au gouvernement italien sur la question de Rome. Le président du Conseil italien Rattazzi démissionne. Cialdini est chargé de composer un nouveau Cabinet le 21 octobre[4].

- 23 octobre : Giuseppe Garibaldi, qui s'est enfui de Caprera où il était en résidence surveillée, rejoint ses volontaires et marche sur Rome par la vallée du Tibre[5].
- 25-26 octobre : victoire des volontaires garibaldiens à la bataille de Monterotondo[3].
- 27 octobre : constitution du Gouvernement Menabrea I par le général  conservateur Luigi Federico Menabrea[4].
- 30 octobre : des troupes françaises débarquent à Civitavecchia dans le Latium pour empêcher Giuseppe Garibaldi de prendre Rome[5].

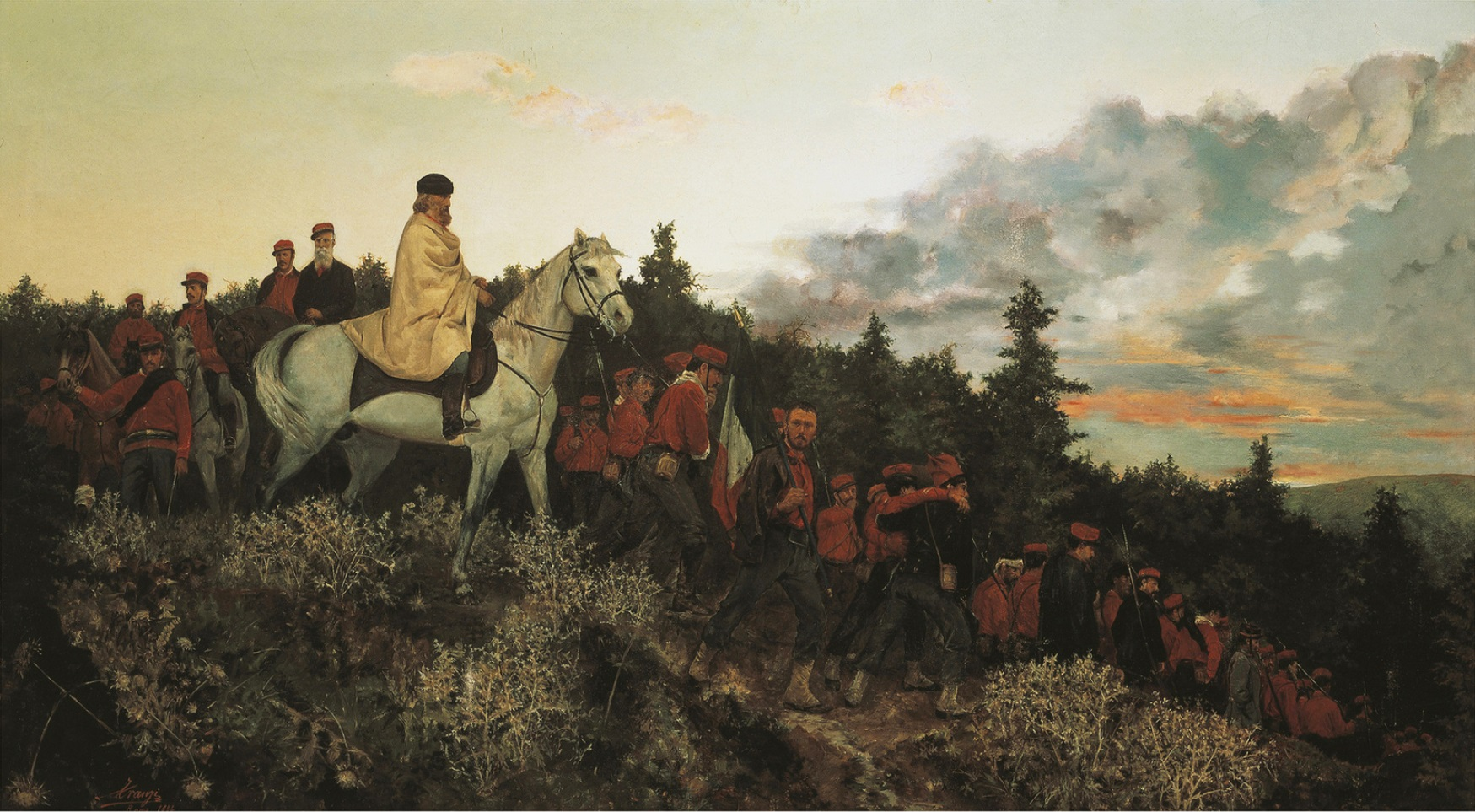
Garibaldi à la bataille de Mentana.

- 3 novembre : bataille de Mentana, les troupes pontificales du général Kanzler soutenus par les troupes françaises du général de Failly dispersent les dernières Chemises rouges et arrêtent Giuseppe Garibaldi[3].

- Vente des biens de l’Église en Italie (575 000 ha entre 1867 et 1880). Les petits paysans à qui sont destinés ses terres ne savent pas en profiter et sont bientôt obligés de vendre au profit de la bourgeoisie. L’opération mobilise la quasi-totalité des capitaux nationaux[6].

## Culture

### Opéras créés en 1867
- 11 mars : Don Carlos, opéra de Giuseppe Verdi, créé à Paris.

## Naissances en 1867
- 25 mars : Arturo Toscanini, chef d'orchestre italien († 16 janvier 1957)
- 10 avril : Ciro Galvani, acteur. († 29 janvier 1956)
- 28 juin : Luigi Pirandello, écrivain, poète, nouvelliste, romancier et dramaturge, prix Nobel de littérature en 1934. († 10 décembre 1936)
- 11 juillet : Giuseppe Sommaruga, architecte de la fin du XIXe siècle et du début du XXe siècle, qui se rattache au mouvement de l'Art nouveau. († 27 mai 1917)
- 21 décembre : Luigi Maggi, acteur et réalisateur. († 22 août 1946)

## Décès en 1867
- 11 janvier : Giuseppe Molteni, peintre. (° 1800)
- 8 mai : Fanny Tacchinardi-Persiani, 54 ans, chanteuse lyrique (soprano), interprète de Bellini et de Donizetti, créatrice en 1835, de Lucia di Lammermoor, son rôle fétiche [7]. (° 4 octobre 1812)
- 17 juillet : Liborio Romano, 73 ans, homme politique, ministre de l'intérieur du royaume des Deux-Siciles, puis député du royaume d'Italie de 1861 à sa mort en 1867. (° 27 octobre 1793)
- 6 décembre : Giovanni Pacini, 71 ans, compositeur d‘opéras de la période romantique. (° 17 février 1796)

- Girolamo Maria Marini, librettiste d'opéra. (° 1801)